# Johannes-der-Täufer-Kirche (Oberg)

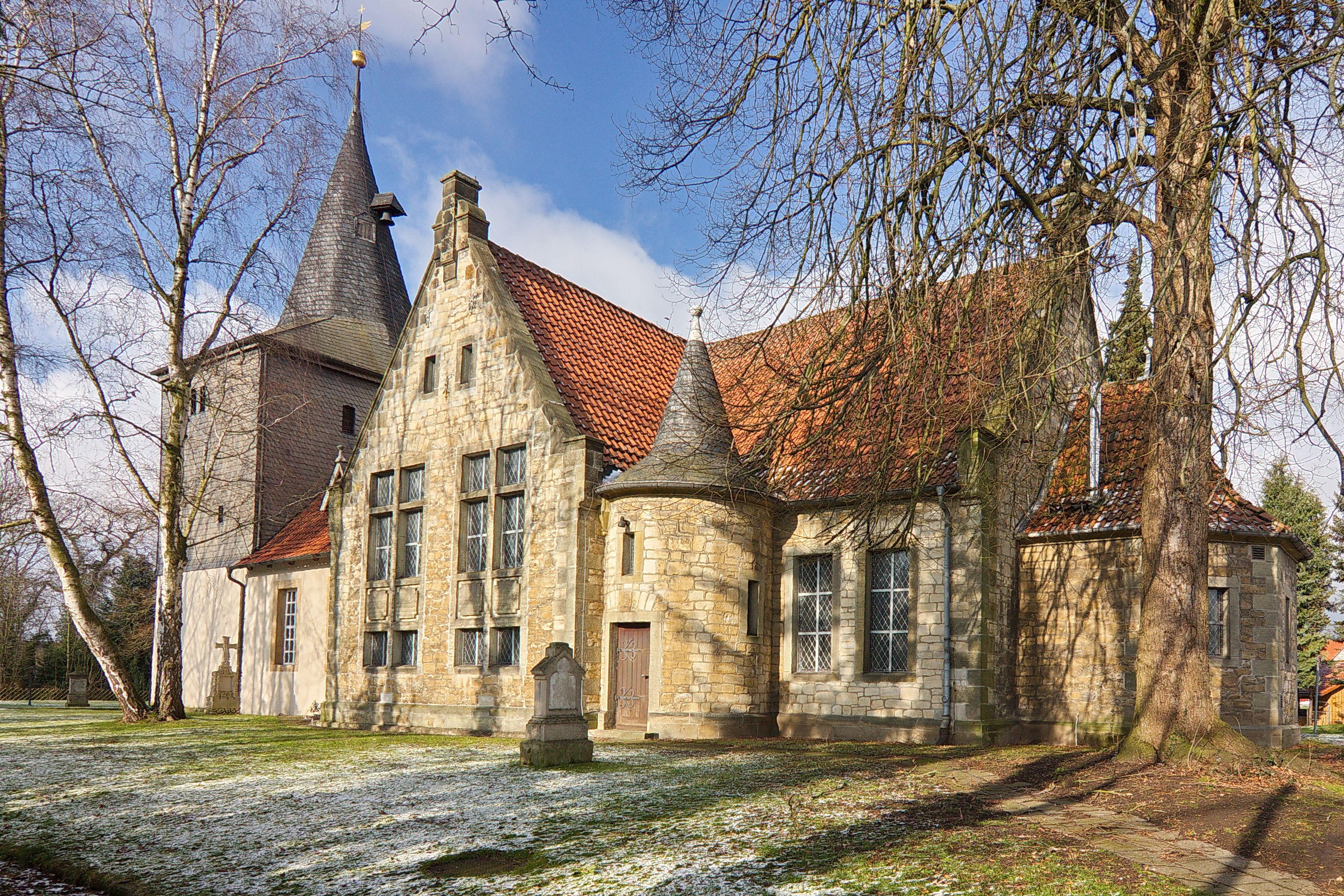
St. Johannes

Die evangelisch-lutherische, denkmalgeschützte Johannes-der-Täufer-Kirche steht in Oberg, einem Ortsteil der Gemeinde Ilsede im Landkreis Peine in Niedersachsen. Die Kirchengemeinde gehört zum Kirchenkreis Peine im Sprengel Hildesheim-Göttingen der Evangelisch-lutherischen Landeskirche Hannover.

## Beschreibung
In einer Urkunde von 1189 wird berichtet, dass Oberg nun eine eigene Kapelle habe. Der querrechteckige Kirchturm stammt in seinen ältesten Teilen aus dem 14. oder 15. Jahrhundert. Er erhielt 1584 ein Obergeschoss aus Fachwerk, das verschiefert wurde. Hier hängen drei Kirchenglocken, die eine wurde 1719 von Christian Ludewig Meyer, eine weitere 1737 von Heinrich Christian Helmholtz und eine weitere 1963 von Friedrich Wilhelm Schilling gegossen. Das kurze verputzte Langhaus in Breite des Turms mit großen segmentbogigen Fenstern wurde im Wesentlichen am Ende des 18. Jahrhunderts errichtet. Bereits 1876 gab es Überlegungen zur Erweiterung der Kirche. Das neugotische Querschiff, der Chor und die Apsis sowie zwei niedrige Treppentürme aus großen Bruchsteinen im Osten wurden erst 1899/1900 verwirklicht. Hierzu musste die Gruft der Familie von Oberg  weichen. 
Der Innenraum ist seit dem Umbau mit einem hölzernen Tonnengewölbe überspannt, das von Adolf Quensen mit historisierenden Friesen und symbolischen Darstellungen bemalt wurde. Für die Orgel wurde die alte doppelte Empore an der Westwand abgebrochen und eine neue u-förmige Empore errichtet. Die Orgel hat 16 Register, verteilt auf 2 Manuale und ein Pedal. Sie wurde 1855 von Titus Albert Lindrum gebaut und 1951 und 1958 von Emil Hammer Orgelbau umgebaut. 1981 wurde sie durch die Gebrüder Hillebrand Orgelbau in Stand gesetzt.